# تريسور مبوتو
ولد ثريزور مابي موبوتو في 10 ديسمبر من عام 1985.و هو مهاجم نادي تي.بي.مازيمبي الكونغو ديمقراطي ومنتخب الكونغو الديمقراطية لكرة القدم.و يعتبر مابي موبوتو الهداف الأول لنادي مازيمبي.و السبب الرئيسي في فوز نادية ببطولة دوري أبطال أفريقيا لكرة القدم عام 2009. كان مابي ضمن تشكيلة نادي تي.بي.مازيمبي المشاركة في بطولة كأس العالم للأندية لكرة القدم 2009. كما منح الإتحاد الأفريقي لكرة القدم اللاعب موبوتو جائزة أفضل لاعب كرة قدم داخل القارة الإفريقية لعام 2009.

## روابط خارجية
- تريسور مبوتو على موقع الاتحاد الدولي (مؤرشف)  (الإنجليزية)
- تريسور مبوتو على موقع قاعدة بيانات كرة القدم.إي يو (الإنجليزية)
- تريسور مبوتو على موقع ليكيب (الفرنسية)
- تريسور مبوتو على موقع ناشيونال فوتبول تيمز (الإنجليزية)
- تريسور مبوتو على موقع كووورة